# Géran
Pour l’article ayant un titre homophone, voir Gérant.
Cet article possède des paronymes, voir Geran, GERAN, Gérane et Saint-Géran.
Géran d’Auxerre, dit Saint Géran, est un religieux de l'abbaye de Soissons, élu évêque d'Auxerre le 21 décembre 909 et mort à Soissons le 28 juillet 914. 

## Biographie
Avec le concours de Richard II de Bourgogne, il gagna contre Rollon la décisive bataille de Chartres en 911 et fit lever le siège de la ville. En conflit avec le vicomte Renard de Vergy, comte d'Auxerre, qui avait confisqué les terres ecclésiastiques de Gy et de Narçy, il prit la route de Soissons pour en obtenir du roi Charles la restitution. Il mourut peu après son arrivée et fut inhumé à Soissons même, par l’évêque Abbon.